# 弗雷斯内达-德拉谢拉蒂龙
弗雷斯内达-德拉谢拉蒂龙（西班牙語：Fresneda de la Sierra Tirón）是西班牙卡斯蒂利亚-莱昂布尔戈斯省的一个市镇。总面积61平方公里，总人口116人（2001年），人口密度2人/平方公里。